# Mimaropa
Mimaropa é um região de Filipinas nas Filipinas. De acordo com o censo de 1 de maio  de  2020 possui uma população de 3 228 558 pessoas e 677 301 domicílios.